# 別洛耶湖 (巴什科爾托斯坦共和國)
54°02′24″N 56°16′24″E / 54.0400°N 56.273438°E
別洛耶湖（俄语：Белое），是俄羅斯的湖泊，位於該國西南部，由巴什科爾托斯坦共和國負責管轄，長6.2公里、寬1.4公里，面積8.8平方公里，平均水深3.9米，最大水深11米。